# Quận Jefferson Davis, Louisiana
Jefferson Davis là một quận thuộc bang Louisiana, Hoa Kỳ. Theo ước tính năm 2009, dân số quận này là 31097 người, mật độ 18 người/km².

## Dân số
Biến động dân số qua các từ 1900-2010: